# Corjova, Criuleni
Corjova este un sat din raionul Criuleni, Republica Moldova.

## Administrație și politică
Componența Consiliului local Corjova (11 consilieri), ales la 5 noiembrie 2023, este următoarea:
|  | Partid                           | Consilieri | Componență | Componență | Componență | Componență | Componență | Componență | Componență | Componență |
|  | -------------------------------- | ---------- | ---------- | ---------- | ---------- | ---------- | ---------- | ---------- | ---------- | ---------- |
|  | Partidul Liberal                 | 8          |            |            |            |            |            |            |            |            |
|  | Partidul Acțiune și Solidaritate | 3          |            |            |            |            |            |            |            |            |

## Personalități locale
- Grigore Nagacevschi (1929 - 2021), actor;
- Mihaela Minciună (n. 1999), handbalistă.